# Eupithecia designata
Eupithecia designata är en fjärilsart som beskrevs av Karl Dietze 1913. Eupithecia designata ingår i släktet Eupithecia och familjen mätare. Inga underarter finns listade i Catalogue of Life.